# Crossotus ugandae
Crossotus ugandae là một loài bọ cánh cứng trong họ Cerambycidae. Nó được mô tả lần đầu bởi Breuning vào năm 1936. Nó được tìm thấy Kenya và Somalia.